# Gerbillus acticola
Espèce
Statut de conservation UICN

 DD  : Données insuffisantes
Gerbillus acticola ou Gerbillus (Gerbillus) acticola est une espèce qui fait partie des rongeurs. C'est une gerbille de la famille des Muridés qui se rencontre principalement en Somalie.